# Berkoukes
Pour les articles homonymes, voir Aich.
Le berkoukes (tamazight : ⵜⴰⴱⵔⴽⵓⴽⵙⵜ, Taberkukest), appelé aussi berkoukech, avazine ou aïch, est un plat traditionnel du Maghreb, préparé à base de pâtes en forme de gros grains de couscous, de légumes de saison et de viande. Les grains de berkoukes sont faits à base de semoule de blé dur, éventuellement mélangée de farine dans certaines régions, et roulés à la main dans un grand plat (traditionnellement en bois ou en terre, mais plus couramment en métal de nos jours), appelé selon les régions et les parlers gasâa, taziwa, etc..

## Étymologie
Le mot berkoukes est un mot d'origine berbère (berkukec) formé par la composition des mots :
- ber : préfixe augmentatif
- kukec : « couscous »

et signifie « couscous à gros grain ».

## Histoire
Le berkoukes fait partie des recettes de pâtes fraîches spécifiques au Maghreb, héritières du répertoire de recettes décrites par Avicenne ou Ibn Razin Tujibi. En effet, entre 1238 et 1266 Ibn Razin Tujibi de Murcie décrit dans son ouvrage consacré à l'art culinaire andalous « Saveurs et parfums de l'Occident musulman : Les délices de la table et les meilleurs genres de mets » une recette similaire de potage contenant des grains gros comme des petits pois-chiches de farine roulée à la main « appelée chez les andalous zebzine et connu chez les gens de l’autre rive comme le berkus »,.
Une variante de ce plat incorporant du fenugrec, le berkoukes bi za'ter, est utilisée en diététique médicale traditionnelle pour soigner les enfants chétifs ou les fièvres infectieuses.

## Variantes

### Algérie
Il existe dans les Aurès, particulièrement à Batna, une version appelée aïch el har bel gueddid, où les grains de berkoukes sont accompagnés d'une sauce rouge pimentée et de viande salée et séchée ; c'est un plat hivernal dans les Aurès. D'autres ajoutent le klil (lait caillé séché), le khlii (graisse animale séchée) et le dhane (beurre salé), ainsi que de l'huile d'olive. Le plat est typiquement chaoui.
Dans l'Ouest algérien, il est notamment préparé à l'occasion de certaines célébrations, le mawlid (ou mouloud, commémoration de la naissance de Mahomet, le Prophète de l’islam) à Sidi Bel Abbès, ou yennayer (le nouvel an berbère) à Tlemcen.
En Kabylie, le berkoukes — cuit une fois à la vapeur et une fois dans un bouillon —, est le plat de certaines célébrations : accouchements, première dent, inauguration des labours, etc..
À Alger, pour berkoukes, on dit « plombs » ; c’est l’ingrédient du « poulet au plomb », plat fétiche de l’actrice Biyouna.

### Maroc
Au Maroc, ce plat porte également le nom de berkoukech. Son usage tend cependant à disparaître dans ce pays, qui se convertit aux pâtes sèches au détriment des pâtes fraîches, même si l'« art » du berkoukes continue d'être exercé par certaines femmes.

### Tunisie
Deux types de plats appelés berkoukech existent en Tunisie :
Le premier, comme les recettes marocaines et algériennes contient des grosses pâtes rondes d'environ 2 mm de diamètre avant cuisson (ou des mhamsa du commerce légèrement plus petites appelées aussi gros plomb). Ces pâtes sont préparées de façon artisanale à partir de semoule (en été à l'occasion de la oula en Tunisie) et exposées au soleil, séchées puis conservées. Les pâtes sont ensuite cuisinées en soupe piquante avec des tomates, des oignons, des féculents (pois chiches, févettes, lentilles ou petits pois). Le plat peut être végétarien ou contenir différents types de protéines animales, seules ou en combinaison, selon une expression populaire rapportée par Zouhair Ben Jemaa, « tout ce qui peut tomber sous la main de la mer, de la terre et du ciel ». Une recette de Gafsa s'appelle même le Berkoukech aux sept « viandes » (petits poissons séchés ouzef (ar), poulpes séchés ou frais, pigeon, volaille, lapin, agneau etc.). La recette est très populaire au sud de la Tunisie dans la région du Jérid et est servie aux invités le cinquième jour des festivités d'un mariage.
Le deuxième type de plat est une spécialité d'hiver de la région du Cap Bon appelée parfois Berkouchech de Dar Chaabane,pour la différencier de la recette précédente : Il s'agit d'une soupe épicée et acidulée à base de farine de sorgho levée (et qui ne contient pas de pâtes rondes). Cette recette contient obligatoirement des piments séchés et des légumes d'hiver divers selon les disponibilités comme des épinards ou des bettes, des carottes et des navets. Des fèves sèches trempées au préalable, du poulet ou de la viande séchée d'agneau (qadid) peuvent y être ajoutés.

## Plats similaires

### Couscous levantin
Le moghrabié, aussi appelé maftoul est un plat de la cuisine levantine proche du berkoukes.

### Kusksu maltais
Le kusksu de Malte s'apparente aussi à ce mets culinaire.

### Fregula sarde
La fregula ou freula de Sardaigne, dite fregola en italien est apparentée.